# ديرك برينكمان
ديرك برينكمان (بالألمانية: Dirk Brinkmann)‏ (و. 1964 – م) هو لاعب هوكي الحقل، من ألمانيا، ولد في دويسبورغ، شارك في ألعاب أولمبية صيفية 1988، وألعاب أولمبية صيفية 1984.

## روابط خارجية
- ديرك برينكمان على موقع أوليمبيديا (الإنجليزية)